# Villa Mella
Villa Bazzero Mattei Arborio Mella è una villa settecentesca situata nel centro abitato di Limbiate in Provincia di Monza e della Brianza ricostruita a partire dal 1842 per il volere della famiglia Bazzero Mattei e sede della biblioteca comunale.

## Storia
La villa nacque nel 1720 come "casa da massero", cascina rurale per le attività campagnole. Al 1751 la proprietà apparteneva a Giovanni Andrea Besozzo, per essere ceduta nel 1841 alla Contessa Beatrice Castiglioni Rasini che, a pochi mesi dall'acquisizione, decise di venderla alla famiglia Bazzero, originaria del comasco. Ercole Bazzero, ingegnere e primo sindaco di Limbiate dopo l'unità d'Italia, iniziò i lavori di ricostruzione nel 1842 che trasformarono nel 1892 l'edificio rurale in villa, affiancata da un grande parco all'inglese.
Nel 1979 la villa fu acquisita dal comune di Limbiate che restaurò gli ambienti interni, sistemò le facciate e riassettò il cortile. Ultimati i lavori decise di insediarvi la sede della biblioteca comunale e aprì al pubblico il parco.

## Descrizione
La struttura, a corte chiusa di forma rettangolare, si sviluppa su due piani ed è costituita per la sua interezza da materiale laterizio e solai in legno. Inoltre, è completamente rivestita da ampie finestre attorniate, di tanto in tanto, da balconi.
Dall'androne centrale si accede al cortile interno, diviso da un muro abbellito da statue e decorato a mosaico di ciottoli policromi e nicchie. Al centro si trova un pozzo, evidenziato dal disegno della pavimentazione.
Le facciate che danno sulla strada sono semplici e prive di elementi decorativi. Anche gli interni mantengono la stessa semplicità, tuttavia vi sono dei soffitti a cassettoni dipinti con motivi floreali e soluzioni prospettiche.
A nord dell'edificio si estende il giardino all'inglese, costituito da una prima zona pianeggiante, caratterizzata da prato e macchie di vegetazione ad alto fusto, per innalzarsi rapidamente e sconfinare sulla collina, che costituisce il confine con il parco di villa Medolago-Attanasio. All'interno dell'impianto sono dislocate alcune statue e un piccolo bacino d'acqua.